# 에히도 (베네수엘라)

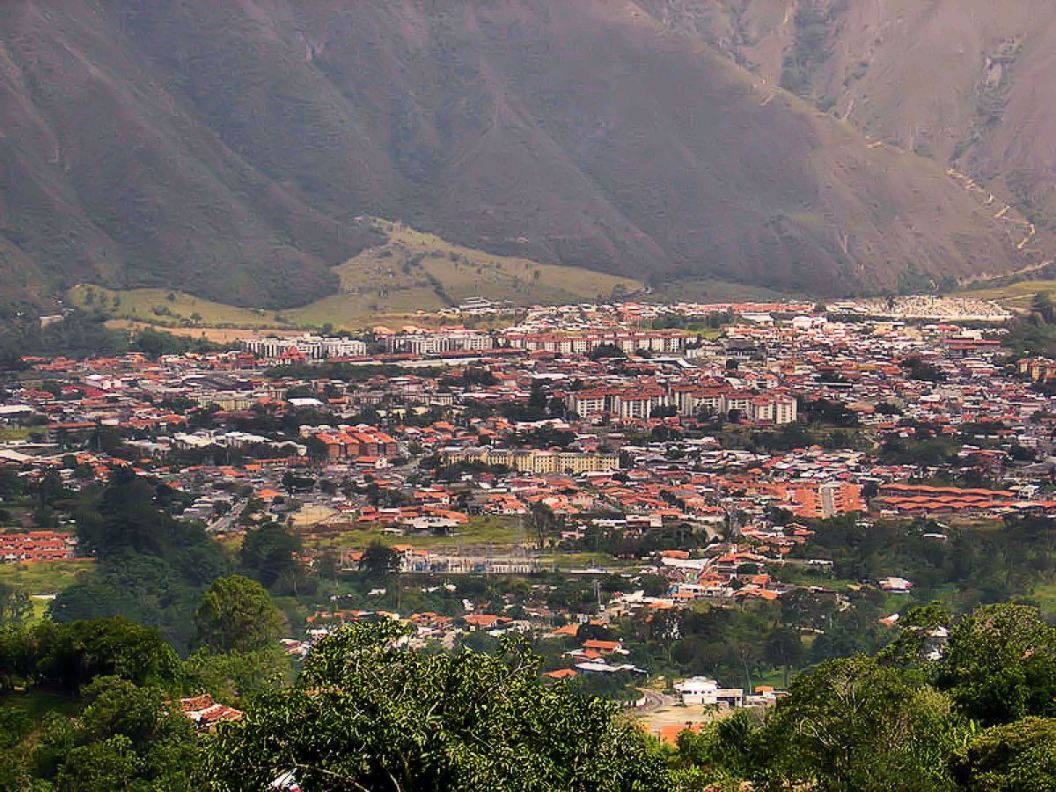
에히도

에히도(스페인어: Ejido)는 베네수엘라 메리다주의 도시로 면적은 175km2, 높이는 1,200m, 인구는 82,397명(2001년 기준)이다. 1650년 원주민에 의해 건설되었으며 사탕수수 재배의 중심지이다. 주도 메리다와 가까운 편이다.

시기
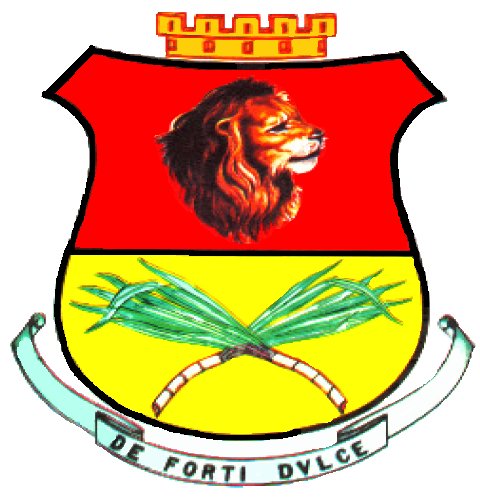
시 문장